# Uncilin
Uncilin (... – 613 circa) (o Uncelen o Uncelin, dal latino Uncelenus) fu il duca di Alemannia tra il 587 ed il 607. Venne nominato per rimpiazzare Leutfredo da re Childeberto II di Austrasia.

## Storia
Alla morte di Childeberto, avvenuta nel 595, il Thurgau, Kembsgau ed Alsazia passarono al regno di Borgogna, a quel tempo comandato da Teodorico II.
Nel 605 Teodorico entrò in guerra col fratello Teodeberto II, governante dell'Austrasia. Il suo esercito, che non condivideva la guerra, venne affidato al maggiordomo di palazzo Protadio, con relative istruzioni per indurre i soldati a lottare. L'anno seguente (606) a Quierzy, Teodorico riassemblò l'esercito, ma gli uomini si rifiutarono di nuovo di combattere i loro concittadini, e quindi il re ordinò ad Uncilin di obbligarli. Uncilin, in ogni caso, dichiarò che il re aveva ordinato la morte di Protadio. Lo sdegnato maggiordomo venne prontamente ucciso dai soldati, ed il re venne obbligato a firmare un trattato di pace. La regina Brunechilde, che aveva convinto Teodorico ad entrare in guerra, fece tagliare un piede ad Uncilin. Secondo la Lex Alamannorum, un duca aveva diritto alla sua carica solo se era in grado di montare a cavallo. Essendo ormai impossibilitato a cavalcare, Uncilin venne rimosso dall'incarico.

## Fonti
- Karlheinz Fuchs, Martin Kempa, Rainer Redies, Die Alamannen (Ausstellungskatalog), Stuttgart: Verlag Theiß, 2001, ISBN 3-8062-1535-9
- Dieter Geuenich, Geschichte der Alemannen, Stuttgart: Verlag Kohlhammer, 2004, ISBN 3-17-018227-7